# Långetjärnet (Gunnarsnäs socken, Dalsland)
Långetjärnet är en sjö nära Dals Rostock i Melleruds kommun i Dalsland och ingår i Göta älvs huvudavrinningsområde. Sjön är 17,6 meter djup, har en yta på 0,17 kvadratkilometer och befinner sig 127,4 meter över havet. Sjön kallas också Skiffertjärn.

## Delavrinningsområde
Långetjärnet ingår i det delavrinningsområde (650899-129679) som SMHI kallar för Utloppet av Örsjön. Medelhöjden är 80 meter över havet och ytan är 42,39 kvadratkilometer. Räknas de 9 avrinningsområdena uppströms in blir den ackumulerade arean 214,84 kvadratkilometer. Krokån (Teåkersälven) som avvattnar avrinningsområdet har biflödesordning 3, vilket innebär att vattnet flödar genom totalt 3 vattendrag innan det når havet efter 158 kilometer. Avrinningsområdet består mestadels av skog (32 procent), öppen mark (15 procent) och jordbruk (36 procent). Avrinningsområdet har 5,39 kvadratkilometer vattenytor vilket ger det en sjöprocent på 12,7 procent. Bebyggelsen i området täcker en yta av 0,65 kvadratkilometer eller 2 procent av avrinningsområdet.